# أندريه بيرغر
أندريه بيرغر هو أخصائي علم المناخ بلجيكي، ولد في 30 يوليو 1942 في  في بلجيكا.